# Ascochyta missouriensis
Ascochyta missouriensis är en svampart som beskrevs av R. Sprague & Aar.G. Johnson 1950. Ascochyta missouriensis ingår i släktet Ascochyta, ordningen Pleosporales, klassen Dothideomycetes, divisionen sporsäcksvampar och riket svampar.   Inga underarter finns listade i Catalogue of Life.